# Лелянов, Олег Павлович
Олег Павлович Лелянов (17 июня 1929, Торжок, Московская область — 17 июня 1994, Мурманск) — советский и российский театральный актёр и режиссёр, народный артист РСФСР (1990).

## Биография
Олег Павлович Лелянов родился в 1929 году в городе Торжок Московской области (ныне Тверская область).
В 1950-х годах работал в театре Вышнего Волочка. В 1974 году окончил Торжокский индустриальный техникум (филиал школы-студии МХАТ в городе Калинин).
В 1962—1978 годах был актёром Калининского театра драмы.
В 1978—1994 годах выступал в Мурманского областного драматического театра. Сыграл в театре более 30 ролей, поставил несколько спектаклей как режиссёр.
Умер 17 июня 1994 года в Мурманске. Похоронен на Дмитрово-Черкасском кладбище Твери.

### Семья
- Жена — Клавдия Наджаховна Лелянова (1929—2012).
- Дочь — театральный режиссёр Лариса Олеговна Лелянова (1956—2011), заслуженный деятель искусств Российской Федерации.

## Награды и премии
- Заслуженный артист РСФСР (25.03.1971).
- Народный артист РСФСР (2.02.1990).

## Работы в театре

### Калининский театр драмы
- «Русские люди» К. Симонова — Панин
- «104 страницы про любовь» Э. Радзинского — Евдокимов
- «Однажды в новогоднюю ночь» Э. Рязанова, Э. Брагинского — Лукашин
- «Служебный роман» Э. Рязанова, Э. Брагинского — Новосельцев
- «Борис Годунов» А. Пушкина — князь Шуйский
- «Король Лир» У. Шекспира — герцог Альбанский
- «Вишнёвый сад» А. Чехова — Гаев
- «Самый правдивый» Г. Горина — барон Мюнхгаузен
- «Царь Фёдор Иоаннович» А. Толстого — царь Фёдор Иоаннович
- «Трёхгрошовая опера» Б. Брехта — Макхат
- «Смерть Иоанна Грозного» А. Толстого — Борис Годунов
- «Тартюф» Ж.‑Б. Мольера — Лоайаль
- «Пылкий влюбленный» Н. Саймона — Барри Кэшмен
- «Дальше.., дальше.., дальше» М. Шатрова — Сталин
- «Отель „У погибшего альпиниста“» А. и Б. Стругацких — Алек
- «Гостиница „Астория“» А. Штейна — Батанин